# Бостон-Коммон
Бостон-Коммон (англ. Boston Common), также известный как просто Те-Коммон (англ. the Common), иногда неверно как Бостон-Коммонс (англ. Boston Commons), с англ. — «Бостонская общественная земля» — городской парк, расположенный в даунтауне Бостона (штат Массачусетс, США). Созданный в 1634 году, является самым старым городским парком страны.

## Общие сведения
Парк имеет относительно небольшую площадь в 20 гектаров. Он ограничен улицами Тремонт-стрит, Парк-стрит, Бикон-стрит, Чарльз-стрит и Бойлстон-стрит. Бостон-Коммон является крайним в цепи парков, носящих общее название Эмеральд-Неклейс. Непосредственно к Бостон-Коммон примыкает другой парк, «Общественный сад», открытый в 1837 году.

## История
В начале XVII века землёй, на которой ныне раскинулся парк, владел Уильям Блэкстон (1595—1675), один из первых английских поселенцев в Новой Англии, первый европейский поселенец Бостона и Род-Айленда. В 1634 году это место у него выкупили пуритане, основатели Колонии Массачусетского залива. Они устроили здесь коровье пастбище, но уже через несколько лет произошёл перевыпас (в целом это явление можно охарактеризовать как «трагедия общих ресурсов» (англ. Tragedy of the commons), что созвучно с названием парка). В 1646 году ситуация стабилизировалась в связи с введением правила, что на этом участке может пастись не более 70 коров одновременно (4 овцы могли пастись вместо одной коровы). Так продолжалось до 1830 года, когда мэр Гаррисон Грей Отис полностью запретил здесь выпас коров.
В 1770-х годах территория использовалась как военный лагерь британской армией, именно отсюда солдаты отправились на сражения при Лексингтоне и Конкорде.
Территория нынешнего парка была широко известна как место публичных повешений вплоть до 1817 года. Поначалу для этого использовался большой дуб, а в 1769 году для этих целей здесь был установлен ряд виселиц. 1 июня 1660 года тут была повешена 49-летняя Мэри Дайер — квакерша, казнённая на основании религиозных убеждений, ныне она входит в число Бостонских мучеников, иногда её называют последней мученицей Северной Америки.
Статус городского парка этой территории был присвоен около 1830 года, когда здесь был запрещён выпас коров, и территория перестала быть просто «общественной землёй» (англ. Common), а получила название «Парк Вашингтона». В 1836 году парк был огорожен декоративным железным забором, в нём появились прогулочные зоны.
С 1862 по 1865 год в парке проходили игры футбольного клуба «Онеида» — первой организованной футбольной команды США (среди всех видов футбола).
Ныне в парке происходят самые разнообразные собрания, мероприятия и события:
- 31 августа 1967 года здесь состоялся концерт Джуди Гарленд, собравший более 100 000 зрителей.
- 15 октября 1969 года здесь собралось почти 100 000 человек, протестующих против Войны во Вьетнаме.
- 1 октября 1979 года здесь, под дождём, собралось около 400 000 человек, чтобы послушать речь папы Римского Иоанна Павла II. Это был первый и пока единственный визит папы Римского в Бостон. На 35-ю годовщину этого события в парке была установлена памятная гранитная плита[9].
- 31 мая 1990 года в парке выступил первый и единственный Президент СССР Михаил Горбачёв, направлявшийся в Вашингтон для встречи с президентом США.
- 21 октября 2006 года в парке одновременно были зажжены 30 128 фонарей из тыквы в рамках фестиваля, проведённого компанией Life Is Good Company[англ.][10][11].
- 27 августа 2007 года в парке произошла перестрелка, в результате которой были убиты двое подростков. Одна из пуль попала в окно Капитолия штата, находящегося в непосредственной близости[12]. После этого инцидента парк перестал быть в открытом доступе круглосуточно, теперь на ночь он закрывается, что вызвало волну недовольства среди бездомных города[13].
- 21 января 2017 года Бостон-Коммон стал отправной точкой марша 175 000 человек, протестующих против «анти-женских взглядов» президента[14].
- 19 августа 2017 года Бостон-Коммон стал финальной точкой марша 40 000 человек, выражавших своё мнение на волне беспорядков, случившихся неделей ранее в Шарлотсвилле (штат Виргиния)[15].

## Достопримечательности
Парк Бостон-Коммон — первая (южная) веха Тропы Свободы и сам по себе является достопримечательностью:
- 1972 — внесён в Национальный реестр исторических мест США
- 1977 — признан Достопримечательностью Бостона[англ.][18]
- 1987 — признан Национальным историческим памятником[3]

Он содержит или содержал:
- Великий вяз[англ.] — рос в центре парка до 1876 года. На момент гибели ему было около 250 лет, он достигал в высоту 23 метров[8][19].
- Дерево свободы[англ.] — вяз, росший в парке с 1646 по 1775 год[8].
- Кладбище Central Burying Ground — основано в 1756 году. Здесь похоронены такие известные люди, как Гилберт Стюарт и Уильям Биллингс[англ.][8].
- Фонтан Брюэра[англ.] — работал с 1868 по 2003 год, после длительного ремонта вновь работает с 2010 года[8].
- Памятник солдатам и морякам[англ.] — авторства Мартина Милмора[англ.], открыт в 1877 году[8].
- Обелиск в память о Бостонской бойне (1770) — открыт в 1888 году[8].
- Мемориал Роберту Гулду Шоу[англ.] — бронзовый рельеф авторства Огастеса Сент-Годенса, открыт в 1897 году[8].
- Колониальный театр[англ.] — работает с 1900 года.
- Эстрадная беседка — построена в 1912 году[8].
- Бостонская рождественская ёлка[англ.] — устанавливается ежегодно, начиная с 1941 года.
- Лягушачий пруд[20]. На его дне были обнаружены бронзовые орудия труда, чей возраст определён в 8000—8500 лет[21].

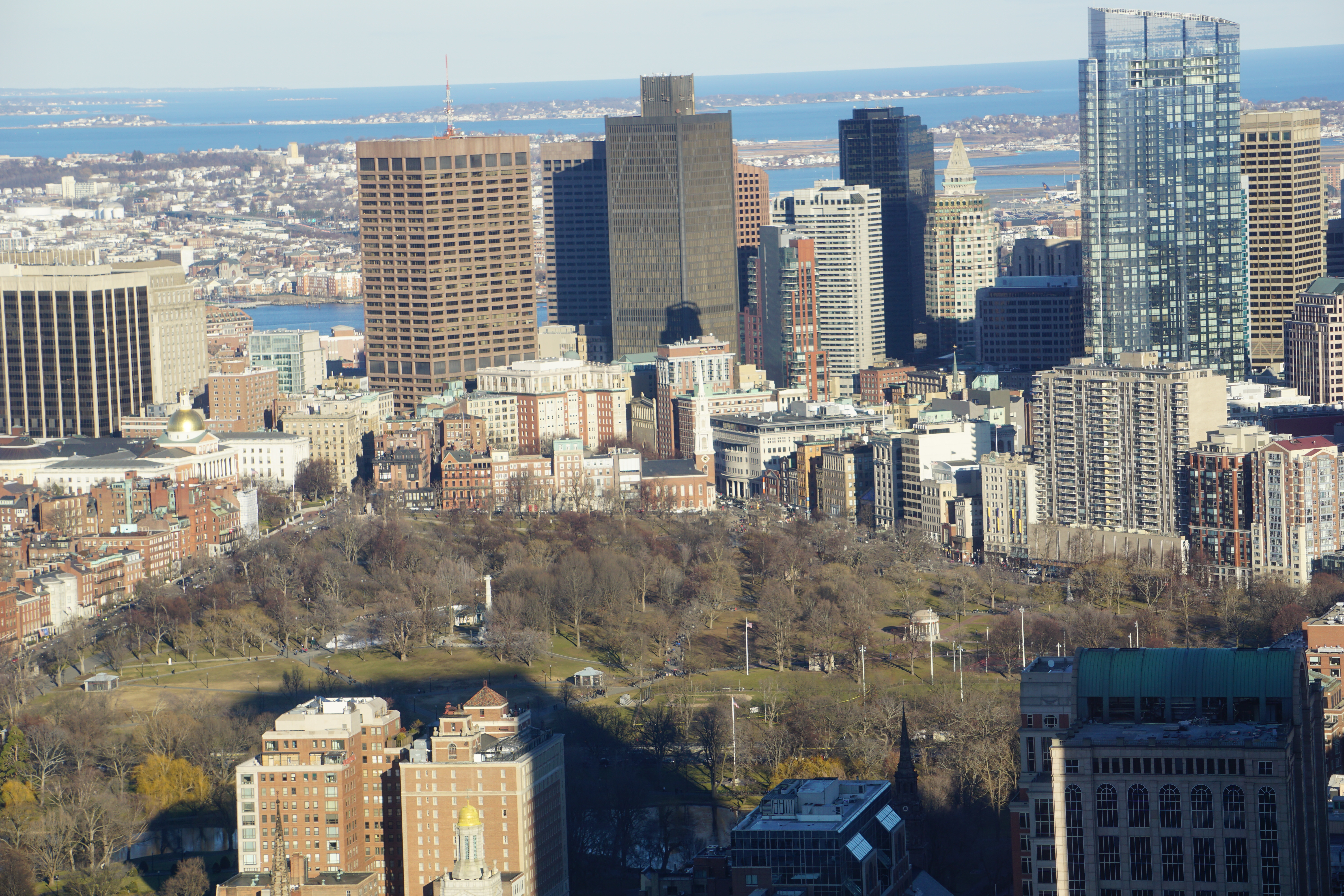
Вид с высоты птичьего полёта
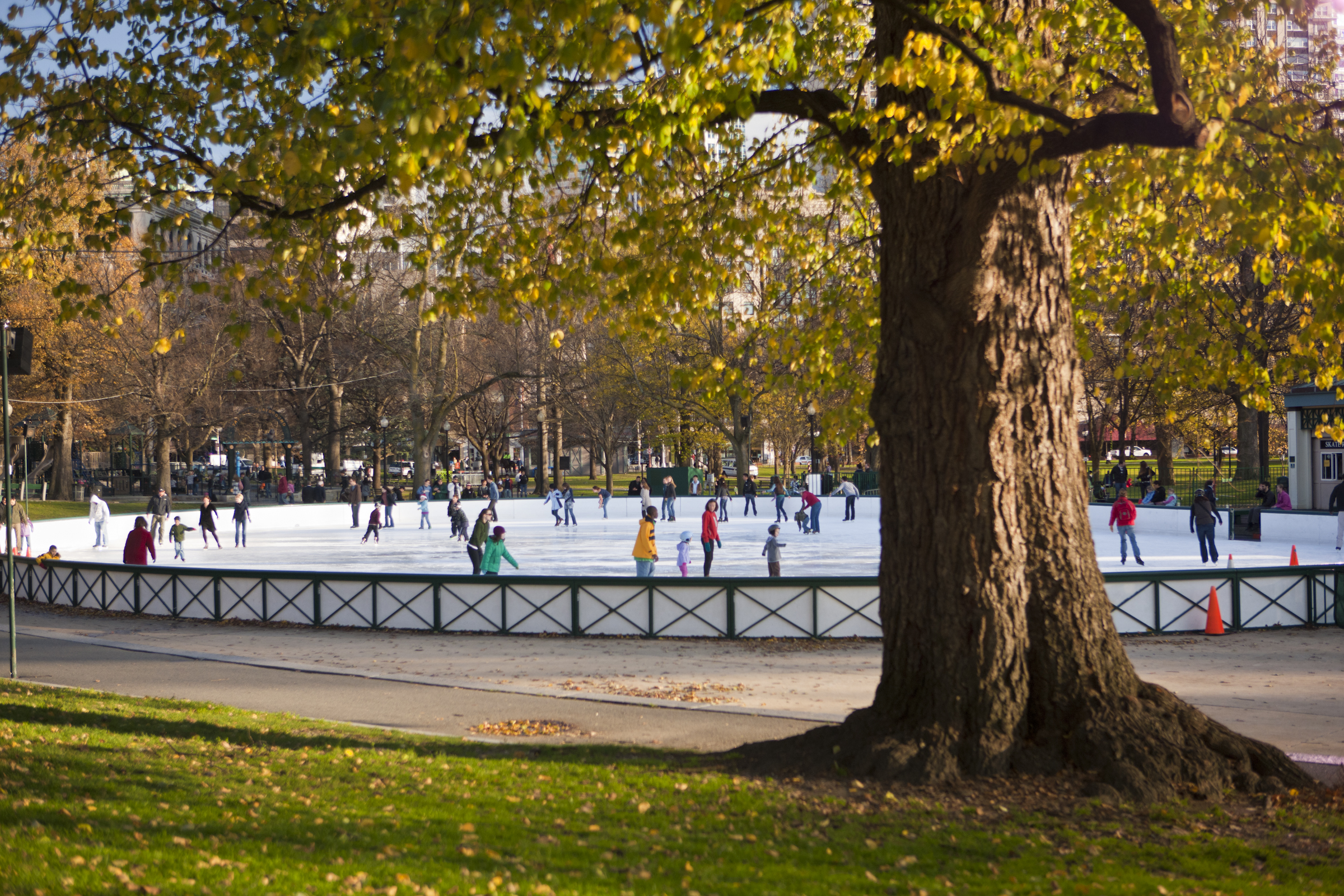
Лягушачий пруд зимой…
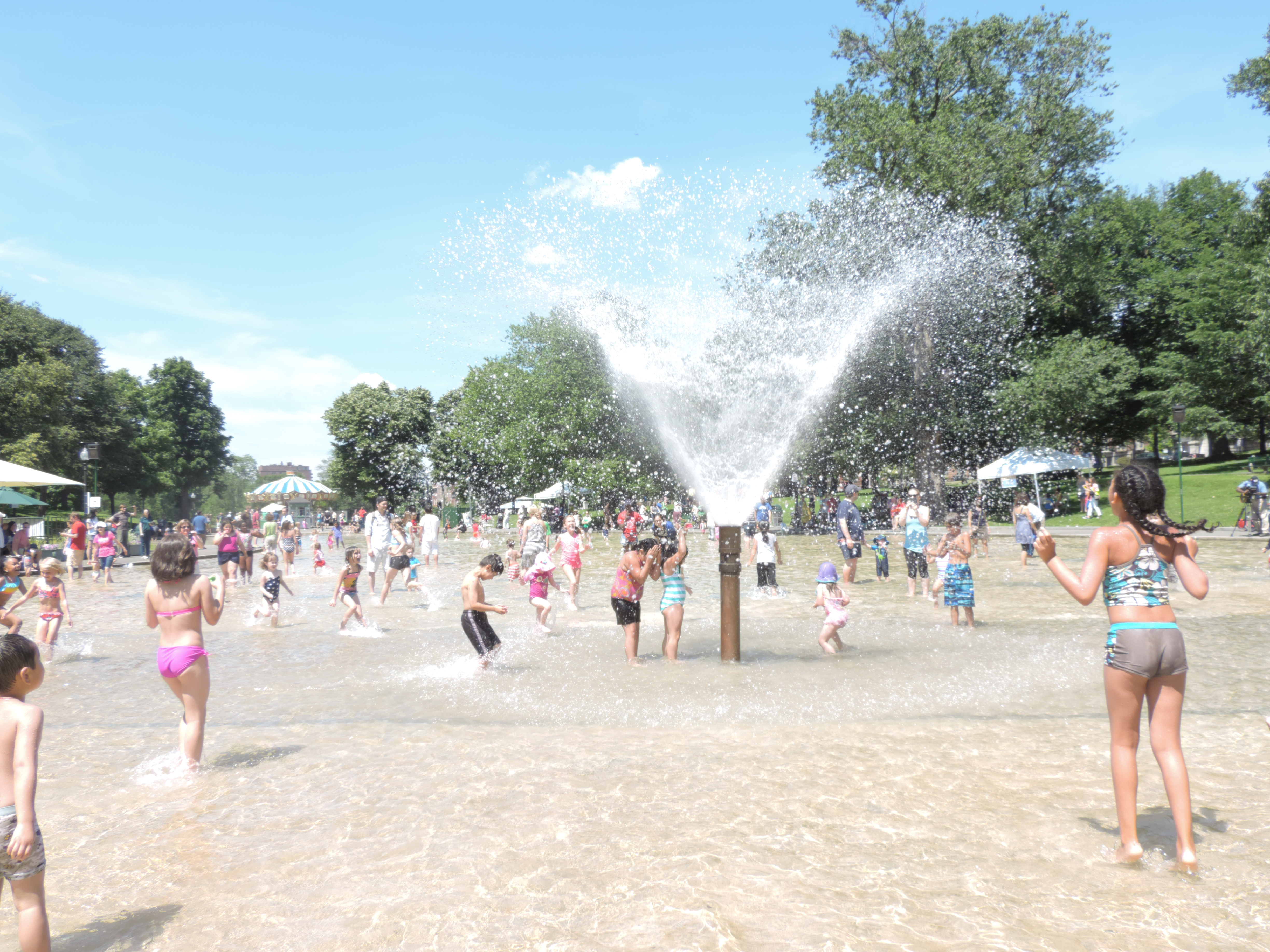
…и летом.
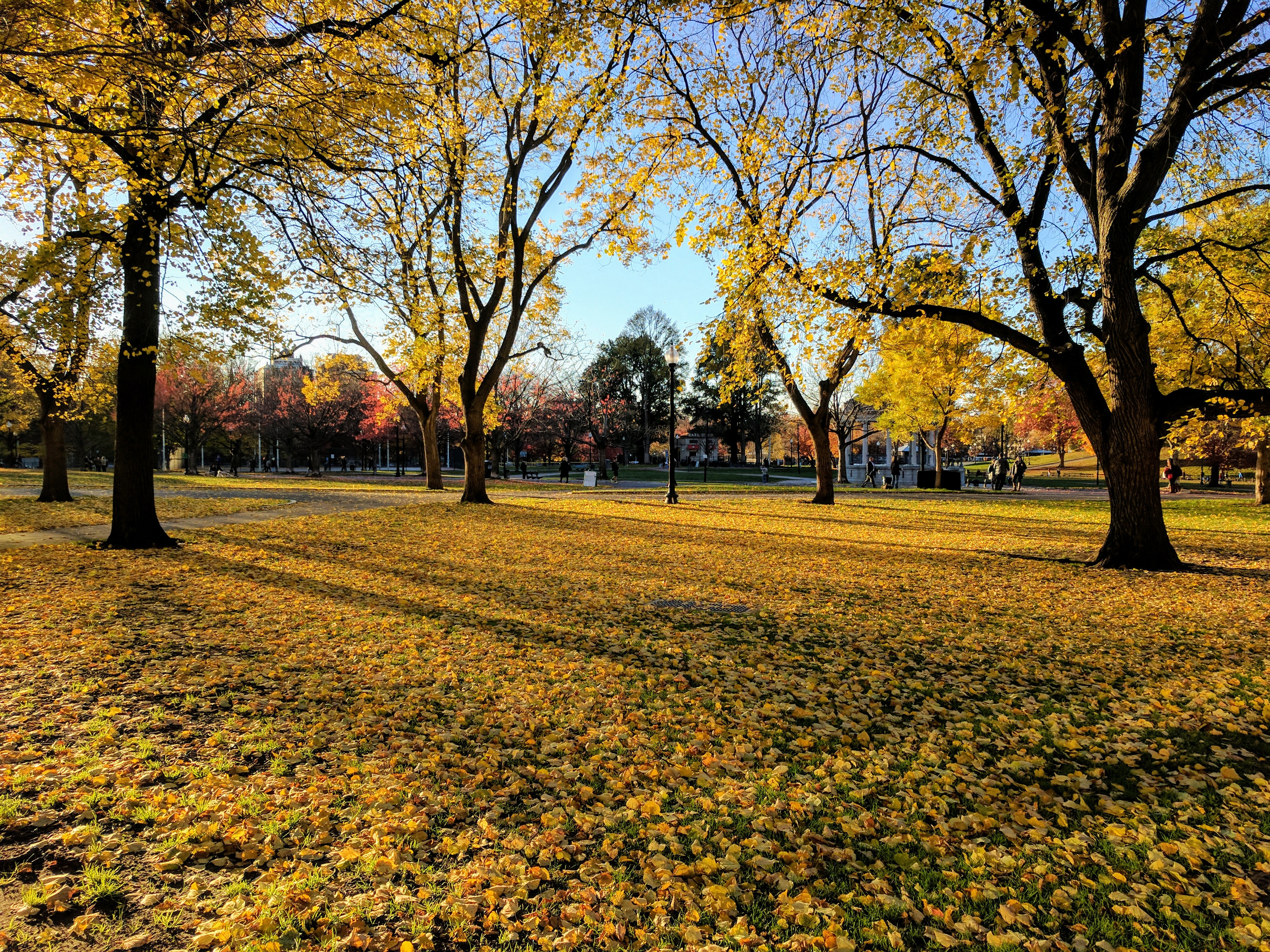
Осень в парке
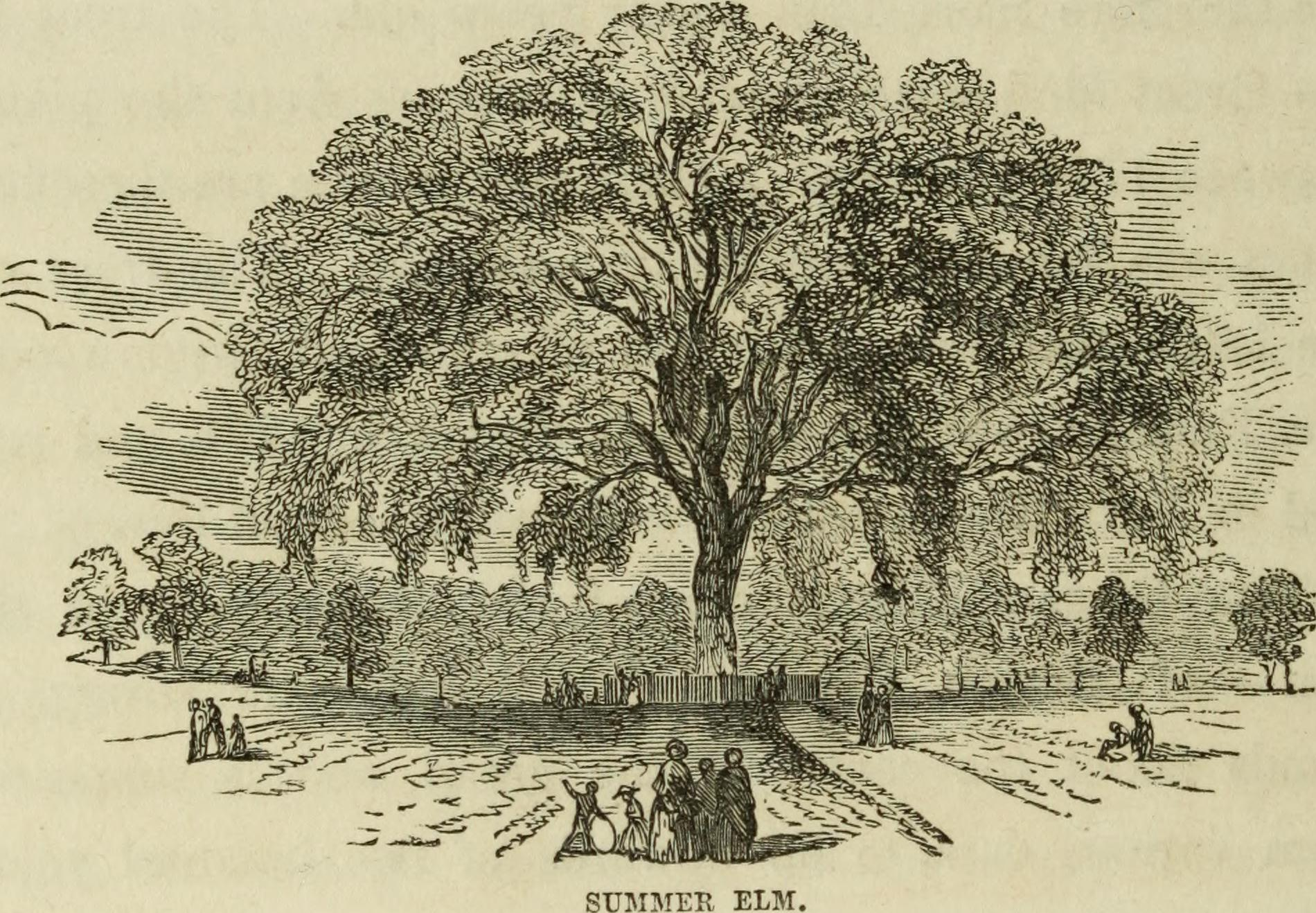
Великий вяз[англ.]
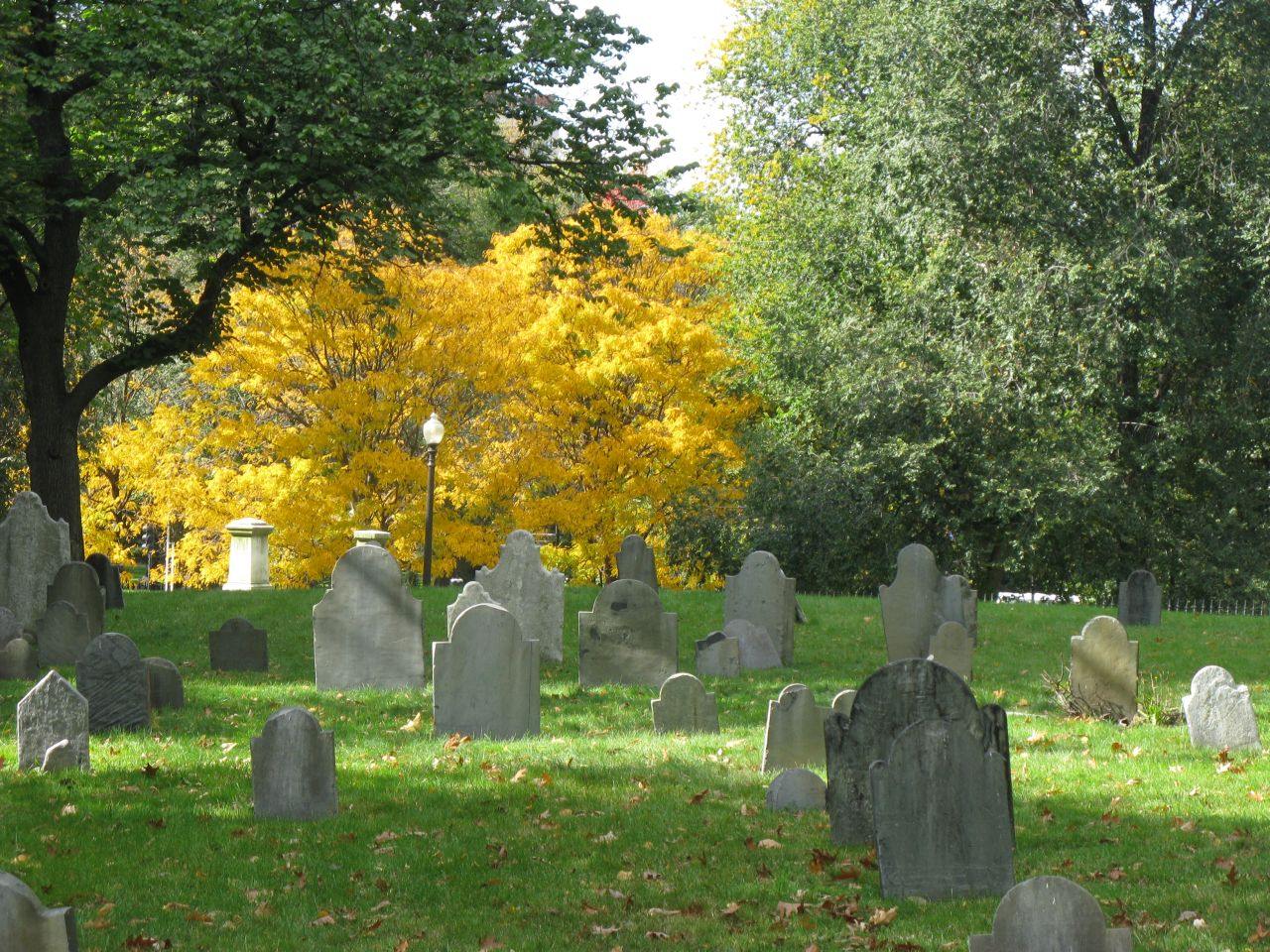
Кладбище Central Burying Ground
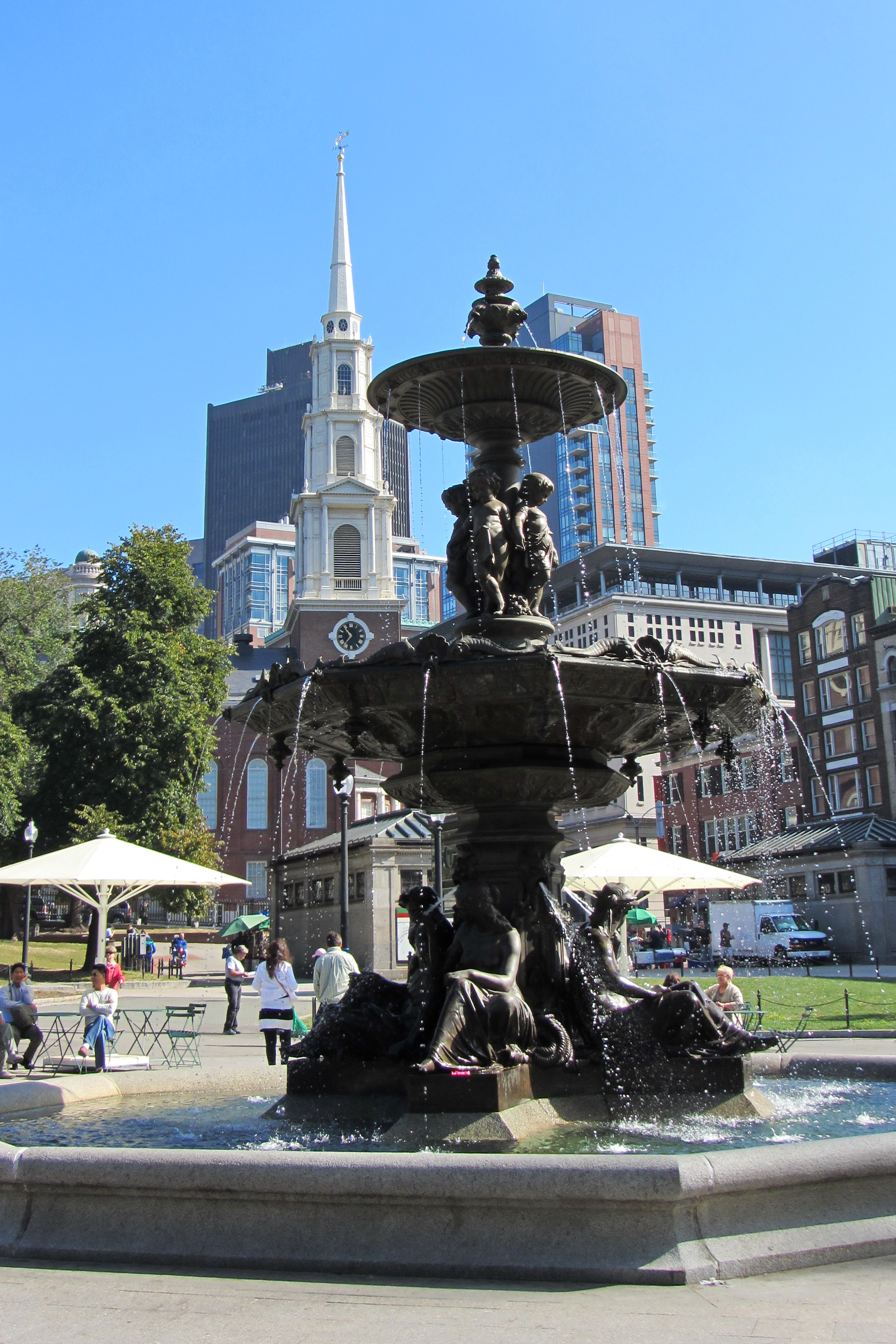
Фонтан Брюэра[англ.]
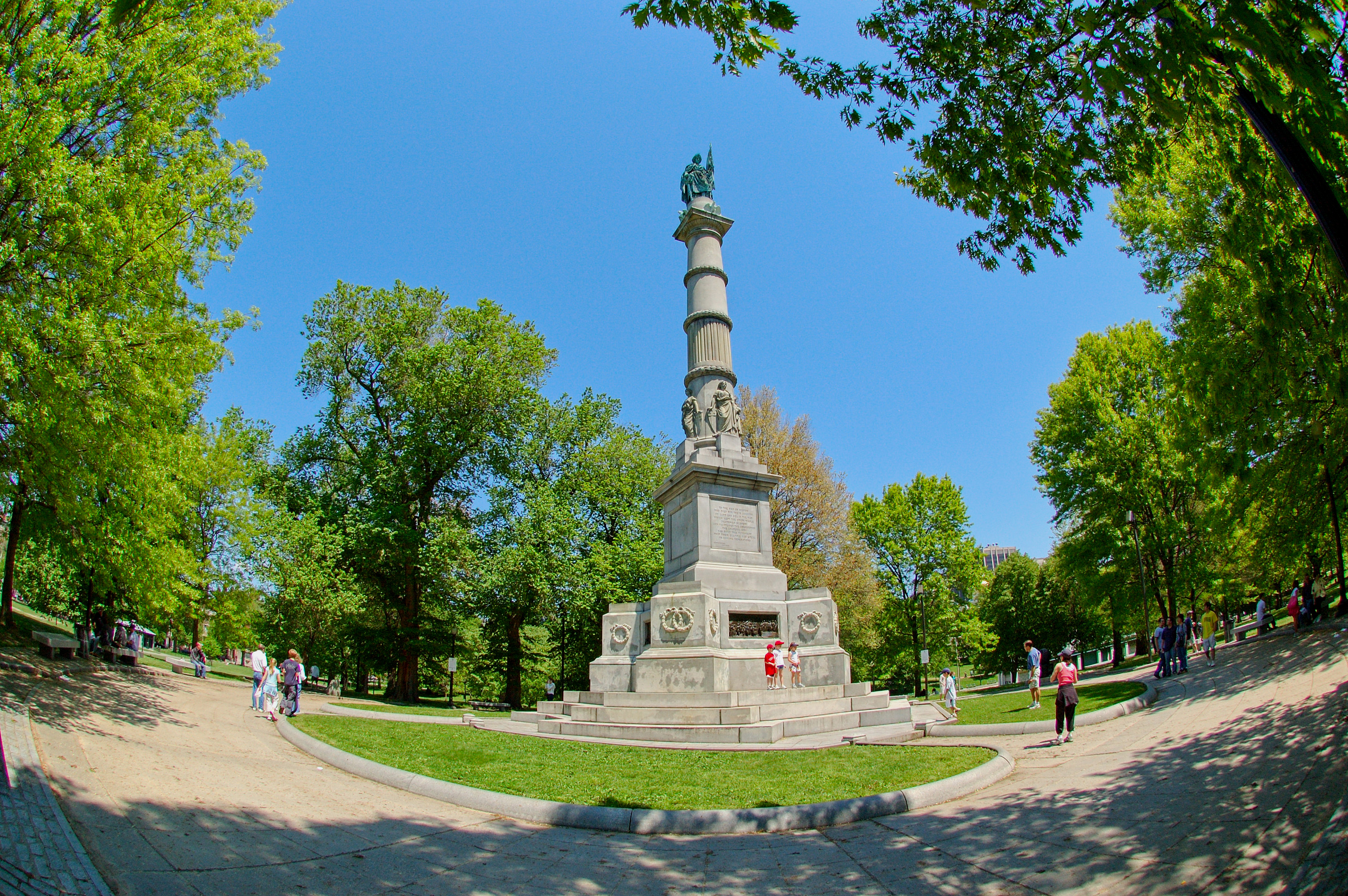
Памятник солдатам и морякам[англ.]
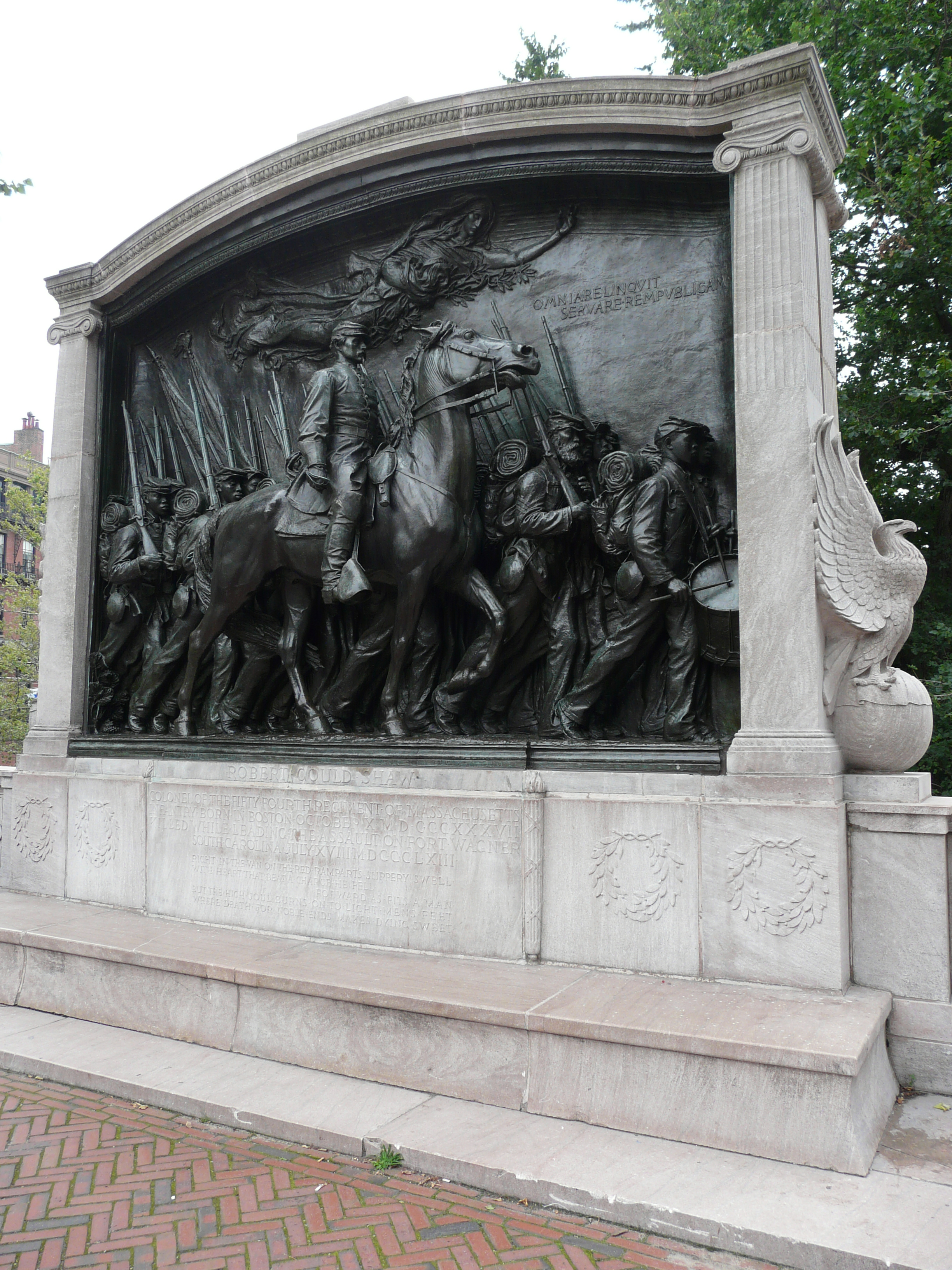
Мемориал Роберту Гулду Шоу[англ.]
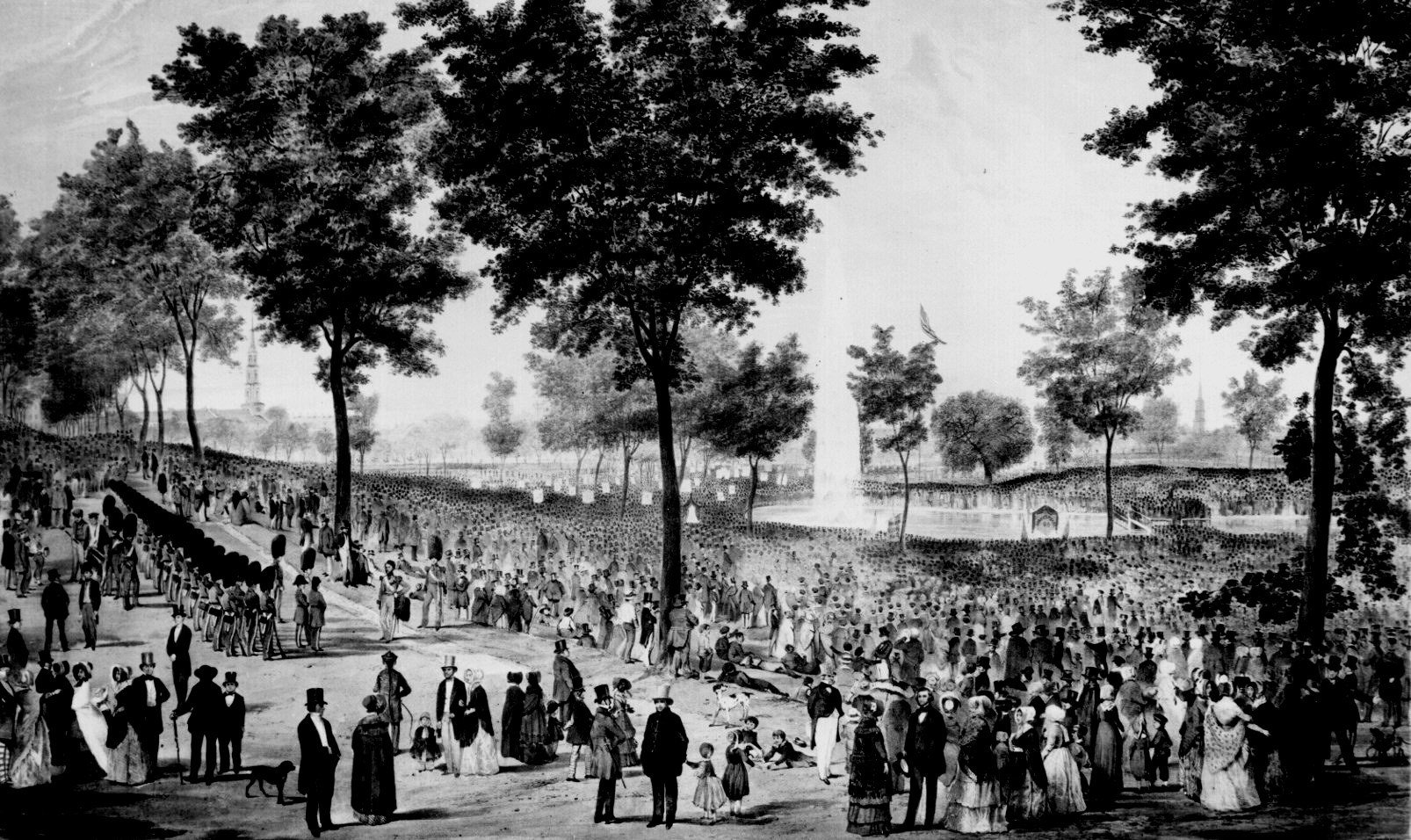
«Праздник воды», 1848 г.
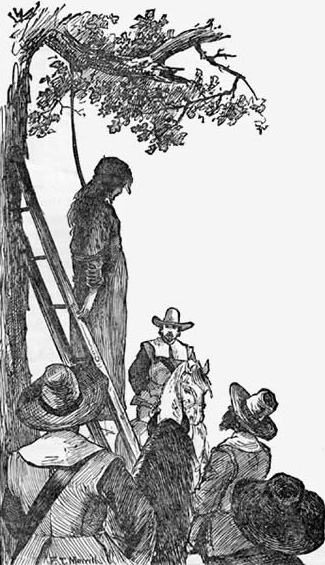
Повешение Энн Хиббинс[англ.], обвинённой в колдовстве, 19 июня 1656 г. Рисунок 1886 г.

## Влияние на культуру
- 1971 — ок. 1995 — Бостон-Коммон[англ.] — «парикмахерский квартет»
- 1996—1997 — «Бостон-Коммон»[англ.] — 32-серийный телесериал
- 2007 — альбом Boston Common, 8/17/71[англ.] группы The Allman Brothers Band